# Халкидонский собор
Халкидо́нский собор или Четвёртый Вселенский собор — вселенский собор Христианской церкви, созванный в 451 году императором Маркианом по согласию с папой Львом I в Халкидоне (современный Кадыкёй, район современного Стамбула) по поводу ереси Евтихия — монофизитства.
Заседания Собора происходили в храме великомученицы Евфимии. Собор был открыт 8 октября 451 года и продолжался до 1 ноября. Было проведено семь пленарных заседаний. Не признаётся Древневосточными церквями.

## Причины созыва
Политические причины
Созыв собора и контроль со стороны императора и имперской администрации были вызваны стремлением обеспечить религиозное единство и, тем самым, политическую стабильность империи: продолжающееся соперничество Константинопольского и Александрийского патриархатов — после того, как Константинопольский Собор в 381 году поставил кафедру Константинополя («Нового Рима») на второе место после Рима, сместив Александрию на третье место (3-е правило, принятое на соборе) — ставило под угрозу единство империи. Мысль, что от правильной веры в единую Троицу зависят единство и прочность государства, повторял в своих письмах императору и Лев I, актуальность этого тезиса подтверждалась недавними событиями в Северной Африке — сначала вооружённой борьбой с донатистским расколом, затем — завоеванием Северной Африки и Карфагена в 429-439 году вандалами, на стороне которых оказались циркумцеллионы-донатисты.
Религиозные причины
Диоскор, патриарх Александрийский, продолжая дело своего предшественника Кирилла в борьбе с несторианством Антиохийской богословской школы на Эфесском соборе 431 года, решил поставить окончательную точку в догматической борьбе с несторианством на Втором Эфесском («разбойничьем») соборе 449 года — в результате «излишне двойственная» несторианская природа Христа была заменена в решении собора одной монофизитской.
Такая формулировка расходилась с посланием Epistola dogmatica, отправленным папой римским Львом I Великим архиепископу Константинопольскому Флавиану и собору в июне 449 года. Сам Лев I на соборе не присутствовал — к Риму в это время подходили войска Аттилы. Папа послал на собор легатов, которые должны были отстаивать его формулировки, однако легаты свою задачу не выполнили, и еретические решения Второго Эфесского («разбойничьего») собора были утверждены императором Феодосием II.
Смерть Феодосия II изменила обстановку. Его сестра Пульхерия, носившая титул Августы, стала женой сенатора Маркиана и возвела его на трон. Пульхерия была сторонницей папы Льва I. Кроме того Диоскор настроил против себя императорскую чету. Это повлияло на скорейший созыв нового, 4-го Вселенского Собора.
Место проведения и руководство Собора
Согласно эдикту императора, епископы собрались сперва в Никее, но скоро были вызваны в Халкидон, ближе к столице, где император имел возможность присутствовать на соборных заседаниях; самими заседаниями руководили императорские чиновники: главнокомандующий (лат. magister militum) Анатолий, префект претория Востока Палладий и префект Константинополя Татиан (лат. praefectus urbis).

## Участники
Председателем собора был Анатолий Константинопольский, перед вступлением Маркиана на престол решительно перешедший на сторону ортодоксов. Число всех присутствовавших на соборе отцов, если не исключать и уполномоченных лиц пресвитерского сана, замещавших того или другого епископа, было 630. Из наиболее известных были: Домн Антиохийский, низложенный Диоскором и возвращённый из заточения Маркианом; Максим, поставленный на его место, Ювеналий Иерусалимский, Фалассий Кесарие-Каппадокийский, блаженный Феодорит, Евсевий Дорилейский, Диоскор Александрийский и другие. Папа Лев, желавший, чтобы собор созван был в Италии, прислал всё-таки своих легатов (епископов Пасхазина и Луценция и пресвитера Бонифация) на Халкидонский собор. На соборе встречаем большое стечение высших государственных сановников и сенаторов, принимающих участие в деяниях собора, за исключением тех случаев, когда рассматривались дела чисто церковные (например, суд над епископом).

## Постановления

### Осуждение еретического ученияЕвтихия—монофизитства
Прежде всего отцы собора занялись рассмотрением деяний «разбойничьего» собора 449 года в Эфесе и судом над Диоскором. Обвинителем был известный Евсевий Дорилейский, представивший записку, в которой изложены были все насилия, произведённые Диоскором на «разбойничьем» соборе. По прочтении записки отцы отняли у Диоскора право голоса, после чего он должен был стать в число подсудимых. К тому же, на Диоскора представлено было со стороны некоторых египетских епископов много обвинений в безнравственности, жестокости и разного рода насилиях. Собор осудил Диоскора и низложил его, кроме того был осуждён разбойничий собор и Евтихий. Тех епископов, которые вместе с Диоскором принимали участие в разбойничьем соборе, отцы Халкидонского собора простили, так как они принесли раскаяние и объяснили, что действовали под страхом угроз Диоскора.

### Принятие нового христологического вероучительного определения
Затем отцы занялись определением вероучения. Им предстояло изложить такое учение о двух естествах в лице Иисуса Христа, которое было бы чуждо крайностей несторианства и монофизитства. Среднее между этими крайностями учение именно и было православным. Приняв за образец православного учения изложение веры Кирилла Александрийского и Иоанна Антиохийского, а также послание Льва римского к Флавиану, они таким образом определили догмат об образе соединения в лице Иисуса Христа двух естеств: Бога и человека.

## Догмат
Ἑπόμενοι τοίνυν τοῖς ἁγίοις πατράσιν ἕνα καὶ τὸν αὐτὸν ὁμολογεῖν υἱὸν τὸν κύριον ἡμῶν Ἰησοῦν Χριστὸν συμφώνως ἅπαντες ἐκδιδάσκομεν, τέλειον τὸν αὐτὸν ἐν θεότητι καὶ τέλειον τὸν αὐτὸν ἐν ἀνθρωπότητι, θεὸν ἀληθῶς καὶ ἄνθρωπον ἀληθῶς τὸν αὐτὸν, ἐκ ψυχῆς λογικῆς καὶ σώματος, ὁμοούσιον τῷ πατρὶ κατὰ τὴν θεότητα, καὶ ὁμοούσιον τὸν αὐτὸν ἡμῖν κατὰ τὴν ἀνθρωπότητα, κατὰ πάντα ὅμοιον ἡμῖν χωρὶς ἁμαρτίας· πρὸ αἰώνων μὲν ἐκ τοῦ πατρὸς γεννηθέντα κατὰ τὴν θεότητα, ἐπ ̓ ἐσχάτων δὲ τῶν ἡμερῶν τὸν αὐτὸν δἰ ἡμᾶς καὶ διὰ τὴν ἡμετέραν σωτηρίαν ἐκ Μαρίας τῆς παρθένου τῆς θεοτόκου κατὰ τὴν ἀνθρωπότητα, ἕνα καὶ τὸν αὐτὸν Χριστόν, υἱόν, κύριον, μονογενῆ, ἐκ δύο φύσεων [ἐν δύο φύσεσιν], ἀσυγχύτως, ἀτρέπτως ἀδιαιρέτως, ἀχωρίστως γνωριζόμενον· οὐδαμοῦ τῆς τῶν φύσεων διαφορᾶς ἀνῃρημένης διὰ τὴν ἕνωσιν, σωζομένης δὲ μᾶλλον τῆς ἰδιότητος ἑκατέρας φύσεως καὶ εἰς ἓν πρόσωπον καὶ μίαν ὑπὸστασιν συντρεχούσης, οὐκ εἰς δύο πρόσωπα μεριζόμενον ἢ διαιρούμενον, ἀλλ ̓ ἕνα καὶ τὸν αὐτὸν υἱὸν καὶ μονογενῆ, θεὸν λόγον, κύριον Ἰησοῦν Χριστόν· καθάπερ ἄνωθεν οἱ προφῆται περὶ αὐτοῦ καὶ αὐτὸς ἡμᾶς ὁ κύριος Ιησοῦς Χριστὸς ἐξεπαίδευσε καὶ τὸ τῶν πατέρων ἡμῖν καραδέδωκε σύμβολον.

Sequentes igitur sanctos patres, unum eundemque confiteri Filium et Dominum nostrum Jesum Christum consonanter omnes docemus, eundem perfectum in deitate et eundem perfectum in humanitate; Deum verum et hominem verum eundem ex anima rationali et corpore; consubstantialem Patri secundum deitatem, consubstantialem nobis eundem secundum humanitatem; 'per omnia nobis similem, absque peccato' (Heb. iv.): ante secula quidem de Patre genitum secundum deitatem; in novissimis autem diebus eundem propter nos et propter nostram salutem ex Maria virgine, Dei genitrice secundum humanitatem; unum eundemque Christum, filium, Dominum, unigenitum, in duabus naturis inconfuse, immutabiliter, indivise, inseperabiliter agnoscendum: nusquam sublata differentia naturarum propter unitionem, magisque salva proprietate utriusque naturæ, et in unam personam atque subsistentiam concurrente: non in duos personas partitum aut divisum, sed unum eundemque Filium et unigenitum, Deum verbum, Dominum Jesum Christum; sicut ante prophetæ de eo et ipse nos Jesus Christus erudivit et patrum nobis symbolum tradidit.

Послѣ́дꙋюще бж҃е́ствєннымъ ѻ҆тцє́мъ, всѣ̀ є҆диногла́снѡ поꙋча́емъ и҆сповѣ́дывати є҆ди́наго и҆ того́жде сн҃а, гдⷭ҇а на́шего і҆и҃са хрⷭ҇та̀, соверше́нна въ бж҃ествѣ̀ и҆ соверше́нна въ чл҃вѣ́чествѣ: и҆́стиннѡ бг҃а и҆ и҆́стиннѡ чл҃вѣ́ка, того́жде и҆з̾ дꙋшѝ и҆ тѣ́ла: є҆диносꙋ́щна ѻ҆ц҃ꙋ̀ по бж҃ествꙋ̀, и҆ є҆диносꙋ́щна того́жде на́мъ по чл҃вѣ́чествꙋ: по всемꙋ̀ на́мъ подо́бна, кромѣ̀ грѣха̀: рожде́нна пре́жде вѣ̑къ ѿ ѻ҆ц҃а̀ по бж҃ествꙋ̀, въ послѣ́днїе же днѝ того́жде, ра́ди на́съ и҆ ра́ди на́шегѡ спасе́нїѧ, ѿ мр҃і́и дв҃ы бг҃оро́дицы, по чл҃вѣ́чествꙋ: є҆ди́наго и҆ того́жде хрⷭ҇та̀, сн҃а, гдⷭ҇а, є҆диноро́днаго, во двꙋ́хъ є҆стества́хъ несли́тнѡ, неизмѣ́ннѡ, нераздѣ́льнѡ, неразлꙋ́чнѡ познава́емаго, [ника́коже разли́чїю двꙋ́хъ є҆сте́ствъ потреблѧ́емꙋ соедине́нїемъ, па́че же сохранѧ́емꙋ сво́йствꙋ коегѡ́ждо є҆стества̀, во є҆ди́но лицѐ и҆ во є҆ди́нꙋ ѵ҆поста́сь совокꙋплѧ́емагѡ:] не на два̀ лица̀ разсѣка́емаго и҆лѝ раздѣлѧ́емаго, но є҆ди́наго и҆ того́жде сн҃а, и҆ є҆диноро́днаго бг҃а сло́ва, гдⷭ҇а і҆и҃са хрⷭ҇та̀, ꙗ҆́коже дре́вле прⷪ҇ро́цы ѡ҆ не́мъ, и҆ ꙗ҆́коже са́мъ гдⷭ҇ь і҆и҃съ хрⷭ҇то́съ наꙋчѝ на́съ, и҆ ꙗ҆́коже предадѐ на́мъ сѷмво́лъ ѻ҆тє́цъ на́шихъ.

Итак, следуя святым Отцам, все мы единогласно учим, что Господь наш Иисус Христос есть один и тот же Сын, один и тот же совершенный по Божеству и совершенный по человечеству, истинный Бог и истинный Человек, один и тот же, состоящий из словесной (разумной) души и тела, единосущный Отцу по Божеству и тот же единосущный нам по человечеству, подобный нам во всем, кроме греха; рождённый от Отца прежде веков по Божеству, но Он же рождённый в последние дни ради нас и нашего спасения от Марии Девы и Богородицы по человечеству; один и тот же Христос, Сын, Господь, Единородный, познаваемый в двух природах (εν δύο φύσεσιν) неслиянно, неизменно, нераздельно, неразлучно; различие Его природ никогда не исчезает от их соединения, но свойства каждой из двух природ соединяются в одном лице и одной ипостаси (εις εν πρόσωπον και μίαν υπόστασιν συντρεχούση) так, что Он не рассекается и не разделяется на два лица, но Он один и тот же Сын Единородный, Бог Слово, Господь Иисус Христос; такой именно, как говорили о Нем пророки древних времен и как Сам Иисус Христос научил нас, и как передал нам Символ Отцов.

Таким вероопределением осуждалось как несторианство, так и монофизитство. Блаженный Феодорит, которого на соборе подозревали в несторианстве, особенно египетские епископы, произнёс анафему на Нестория и подписал его осуждение. Поэтому собор снял с него осуждение Диоскора и восстановил в сане, равно как снял осуждение и с Ивы, епископа эдесского. Только египетские епископы держали себя двусмысленно по отношению к вероопределению. Они хотя и подписали осуждение Евтихия, но не хотели подписать послания Льва римского к Флавиану, под тем предлогом, что, по существующему в Египте обычаю, они ничего важного не делают без соизволения и определения своего архиепископа, которого, за низложением Диоскора, у них не было. Собор обязал их клятвой подписать, когда будет поставлен архиепископ.
Когда донесли Маркиану, что все сделано, он прибыл на собор в 6-е заседание, произнёс речь, в которой выразил радость, что все сделано по общему желанию и мирно.

Слава Маркиану — новому Константину, новому Павлу, новому Давиду! Ты — мир мира! Ты утвердил веру православную! Многие лета императрице! Ты — светильник веры православной! Тобой мир царит повсюду! Маркиан — новый Константин, Пульхерия — новая Елена!

### Вопросы установления церковного порядка
Отцы занялись составлением правил, которых и было составлено 30. Главные предметы правил — церковное управление и церковное благочиние.
Важнейшее значение имело правило 28-е, устанавливавшее верховенство кафедры епископа Константинополя на Востоке:
сто пятьдесят боголюбезных епископов представили равные преимущества святейшему престолу новаго Рима, праведно рассудив, да град, получивший честь быть градом царя и синклита, и имеющий равные преимущества с ветхим царственным Римом, и в церковных делах возвеличен будет подобно тому, и будет вторый по нем. Посему токмо митрополиты областей, Понтийской, Ассийской и Фракийской, и так же епископы у иноплеменников вышереченных областей, поставляются от вышереченнаго святейшаго престола святейшия Константинопольския церкви: каждый митрополит вышеупомянутых областей, с епископами области, должны поставлять епархиальных епископов, как предписано Божественными правилами. А самые митрополиты вышеупомянутых областей должны поставляемы быть, как речено, Константинопольским архиепископом, по учинении согласнаго, по обычаю избрания, и по представлении ему онаго.

## Значение
После собора император издал строгие законы относительно монофизитов. Приказано было всем принимать учение, определённое Халкидонским собором; монофизитов ссылать в заточение или изгонять; сочинения их сжигать, а за распространение их казнить и пр. Диоскор и Евтихий сосланы были в отдалённые провинции.
Халкидонским собором не был положен конец христологическим спорам.
Разложение Византийской империи уже начиналось, и сепаратистские стремления, наиболее сильные на окраинах империи и имевшие себе основу в национальностях, тем не менее сообразно духу времени силились найти себе выражение и оправдание в догматическом разногласии.
Непреложный авторитет Халкидонского собора был торжественно восстановлен на соборе, созванном патриархом Иоанном в Константинополе в 518 году из 40 епископов, находившихся в столице, и игуменов столичных и окрестных монастырей. Собор осудил всех отвергающих Халкидонский собор и, в частности, осудил Севира, патриарха антиохийского, оправдал память умерших поборников православия и определил внести в диптихи отцов четырёх вселенских соборов.
После этого собора в 519 году было достигнуто примирение Восточной церкви с Римом, подписанием «formula Hormisdae», послания римского папы Гормизда, завершилась акакианская схизма.

У зачинателя коптской церковной историографии Севера ибн аль-Мукаффы (X век) в его «История александрийских патриархов», в главе XII (жизнеописание Диоскора) дана следующая оценка Халкидонского собора: 
После святого патриарха Кирилла, ушедшего на покой (т. е. умершего — А.К.), Диоскор стал патриархом на престоле Александрии. Он претерпел жестокое гонение за православную веру от рук императора Маркиана и его жены; и они изгнали его с его престола по пристрастному деянию собора Халкидонского, и его раболепию воле императора и его жены. По этой причине члены того собора и все последователи их извращенного вероучения именуются мелькитами, ибо они следуют мнению императора и его жены, провозгласивших и восстановивших учение Нестория.

## Реакция церквей Армении, Грузии и Кавказской Албании
Собор в Халкидоне состоялся без участия представителей закавказских Церквей; узнав о решениях Собора, Армянская, Грузинская и Албанская церкви отказались их признать, увидев в учении о двух природах Христа скрытое возрождение несторианства. Поместный собор 491 года в армянской столице Вагаршапате, на котором были представители Армянской, Албанской и Грузинской Церквей, отверг халкидонские постановления. В VI веке грузинский католикос Кирион перешел на сторону  Халкидонского собора, и этим ликвидировал почти 70-летнее вовлечение своей Церкви в монофизитство под влиянием соседей.

## Критика постановлений со стороны Армянской апостольской церкви

### История
По мнению архимандрита Гевонда Оганесяня из Армянской церкви, беспристрастно рассматривать Халкидон, без восприятия своеобразной борьбы богословских школ — Александрийской и Антиохийской, невозможно. Падением Нестория была унижена «слава» Антиохии, но вскоре для восстановления этой «славы» создается серьезная предпосылка. В 440-х годах и в Риме, и в Антиохии, и в Константинополе были иерархи, которые принадлежали к Антиохийской школе. Всему этому еще и содействует смерть святителя Кирилла в 444 году. Его кафедру возглавляет Диоскор, который не отличается дипломатичностью и богословской грамотностью своего предшественника. В условиях данной нестабильности, появление Евтихия с его радикальным учением монофизитства дало повод Антиохийской партии реабилитироваться и оспорить формулировку святого Кирилла «единая природа Бога Слова воплощенного». Эту формулировку дискредитировали Аполлинарий и Евтихий, поэтому для антиохийцев единственно правильным христологическим выражением была формулировка «две природы». Так, в 448 году в Константинополе под председательством патриарха Флавия предаются анафеме Евтихий с формулировкой «едина природа воплощенного Слова Бога» и утверждается формулировка — «две природы». В 449 году в городе Эфесе под председательством Диоскора Александрийского был проведен Второй Эфесский собор, на котором был оправдан Евтихий и осуждены Флавий и Томос римского папы Льва, который утверждал 2 природы во Христе.
Главным лицом на Халкидонском соборе был Феодорит Кирский, ярый противник святителя Кирилла, а позже и Евтихия, который предал анафеме Нестория. Еще во время несторианской смуты Феодорит с самого начала стоял на стороне Нестория и составил двенадцать контртезисов против анафематизмов святителя Кирилла. В одном из своих писем, написанных после Ефесского Собора, он описывает учение святителя Кирилла как «тьму мрачнее казни египетской». Он прямо оправдывает учение Нестория:

Ибо, говоря по самой справедливости, я довольно часто их перечитывал, тщательно разбирал и нашел, что они свободны от еретической негодности… С тем же, что несправедливо и противозаконно совершено было против твоей святости, я не позволю себе согласиться и тогда, если бы кто-нибудь отсек мне обе руки…

Более того, Феодорит Кирский был счастлив, когда узнал о смерти святого Кирилла.
Так, на Халкидонском соборе не были зачитаны 12 анафематизм святителя Кирилла, чтобы было возможно отвергнуть формулировку «едина природа воплощенного Слова Бога». Карташёв делает вывод, что:

Из Кирилловой ткани, конечно, выброшена была ядовитая горошина — мия физис. Преобладающая победа Льва была бесспорна.

Именно эта, так называемая, победа Льва принесла в христианский мир разделения и раздоры. Еще с лишним 200 лет, Византия будет стоять перед выбором принять или не принять Халкидон.

### Догматика
Архимандрит Гевонд Оганесян из Армянской церкви пишет, что единство Христа согласно Халкидонскому собору, является производным союзом из двух частей. Этот союз характеризуется четырьмя определениями: неслитно, неизменно, нераздельно и неразлучно. Однако, в Халкидонском оросе не ясно определено, что именно является ипостасью единства. Это создает неясность в понимании человеческой природы Христа. Халкидонское определение косвенно утверждает отсутствие человеческой ипостаси в Христе, но не объясняет, как это возможно, что создает проблемы.
Хосровик Толкователь, армянский автор первой половины VIII века, один из крупнейших богословов и догматистов Армянской апостольской церкви, поднимает этот вопрос в ответном письме халкидонитам:

Когда говоришь о стечении, что имеешь ввиду? Стечение чего с чем? Природ? Это не подходит. <…> Если общее соединилось с общим, соединение произошло со всеми индивидами, и ты, что говорил, что нет человеческой ипостаси во Христе, теперь, выходит, говоришь, что все люди находятся во Христе, и после этого уже Христос — не Христос, а составленные из двух общностей некие особые есть Христос. Потому и не будет говориться, что Слово только из Божества и человечества стало плотью и называлось Иисусом, а с Ним и Отец, и Дух, и весь род человеческий станут Иисусом. Из чего и следует, что если все есть Христос и умирают на кресте, или никто не стал Христом и не умер; и то, и то — неуместно. И не стыдно тебе такими умопомрачительными находками смущать светлые умы верующих?

Смысловое объяснение, которое было дано с задержкой в 100 лет после Халкидона во время Юстиниана, было представлено в трудах Леонтия Византийского. Он утверждал, что природа может реализоваться или воипостасироваться в ипостаси другой природы. Леонтий считал, что именно ипостась Слова приняла человеческую природу, а не сам Бог. Таким образом, у Халкидона не было попыток соединить две ипостасные природы, как пытался сделать Несторий, а одна ипостасная природа сращивается с другой безыпостасной природой. Армянские учителя Церкви критикуют это искусственное соединение природ. Если в Христе человеческая природа не имеет своей ипостаси, то в ней уничтожается человеческая индивидуальность и самостоятельность, что приводит к антропологической катастрофе и тогда всё человечество во Христе, распинается с Ним, погребается, воскресает (и всё это без индивидуального и добровольного выбора).
Об этом говорит Хосровик Толкователь:

«И вот, говорил ангел святой Деве, зачнешь во чреве, и родишь Сына, и наречешь Ему имя Иисус» (Лк. 1:31). Теперь, если отнести это ко всей человеческой природе, тогда [ты] должен сказать, что или никто не был зачат и рожден, так как вся природа скорее понимается умозрительно, нежели действием, или же так, что весь род человеческий был зачат и родился. Написано: «Иисус же преуспевал в возрасте» (Лк. 2:52). И когда произошло это, бесчисленные преставившиеся в то время из нашей природы, для которых уменьшение и снижение было ближе, чем рост, и тысячи тысяч людей, которые были живы и совершенны в возрасте и перестали расти, и опять же бесчисленное количество будущих людей, которые не были близки к росту — ко всем им относится имя нашей природы, к бывшим, живым и будущем. Теперь, если говорить, что природа человеческая была без личности во Христе, тогда в ком мы должны искать рост и преуспевание, скажи нам? Видишь, какие плоды принесли слова, посеянные тобой?

Если во Христе человеческая природа зависит от Божественной Ипостаси, это означает, что она не свободна и не движется самостоятельно, а скорее поглощена Божеством. Безыпостасная человеческая природа не существует, она всего лишь концепция, которая отражает идею о вочеловечении. Если Христос стал человеком без человеческой Ипостаси, то Он не является истинным человеком, и Его вочеловечение становится божественным «чудом» или «трюком». Такая концепция нарушает идеал спасения, потому что если Христос не действует как совершенный человек, свободно и согласно своей воле, то спасение человечества становится «сверхъестественным явлением».
Армянская апостольская церковь и другие Древневосточные церкви не приняли Халкидонский собор и остались верными александрийской школе богословия. Ключевым моментом является факт, что причиной неприятия Халкидонского собора были вовсе не политические мотивы и не незнание греческого языка, в чем пытаются обвинить ААЦ некоторые греческие богословы, но оно связано с опасностями, идущими от халкидонской формулировки, ибо в ней ААЦ видела скрытое несторианство. Восточные отцы не стремятся делать веру более понятной для разума. Они верят, что Христос является одновременно совершенным Богом и совершенным человеком, и что Божество и человечество в нем соединены неизменяемым, неслитным и нераздельным образом. Это соединение является не только существенным и естественным, но и несказуемым и недосягаемым для ума. Восточное богословие отвергает любое разделение и двойственность в Христе. Они считают, что Христос — единое лицо, единое действие, Воплощенное Слово, с одной богочеловеческой природой и одной ипостасью. Разделение природы Христа для восточных отцов означает унижение таинства Богочеловека и попытку превратить веру в механический процесс, который можно понять умом.